# Ovidia sericea
Ovidia sericea är en tibastväxtart som beskrevs av Antezana och Z.S.Rogers. Ovidia sericea ingår i släktet Ovidia och familjen tibastväxter. Inga underarter finns listade i Catalogue of Life.